# Parti communiste unifié
Pour les articles homonymes, voir Parti communiste unifié (homonymie).

Drapeau du Parti communiste unifié.

Le Parti communiste unifié (russe : Объединённая коммунистическая партия (Ob"yedinennaya kommunisticheskaya partiya), abrégé en PCU) est un parti communiste russe créé à Moscou le 15 mars 2014.

## Congrès fondateur
En mars 2014, 91 délégués (dont 28 femmes) de 46 régions de Russie ont participé au congrès. La moyenne d'âge des congressistes était de 40 ans. Le plus jeune délégué est né en 1996. Parmi les délégués du congrès figuraient des membres de l'Association interrégionale des communistes, du Front de gauche, du Parti ouvrier révolutionnaire, du Parti communiste russe, du Parti communiste, de l'Union de la jeunesse communiste, plusieurs des syndicats libres, d'autres organisations de gauche et des non-partisans.
Le Congrès a approuvé le programme et la Charte du PCU et les symboles du parti. Il a élu le comité central et la commission centrale de contrôle. Vladimir Lakeev (en) (Moscou) a été élu premier secrétaire du comité central de l'OCP.

« La création du PCU a reflété le besoin d'unification organisationnelle de tous ceux qui occupent des positions du communisme scientifique en faveur du socialisme, de la démocratie, de l'internationalisme et de la laïcité, le parti ne s'oppose pas aux autres partis de la classe ouvrière, le mouvement prolétarien n'est pas personnalisé pour tous les principes sectaires.Le parti vise le développement de la conscience de classe dans les masses des travailleurs et l'organisation de leur lutte pour le pouvoir.
La tâche immédiate du parti consiste à intensifier la lutte des travailleurs (la classe ouvrière et ses alliés) pour leurs droits et leurs intérêts politiques et économiques.
Le PCU organise ses activités sur la base du principe du centralisme démocratique, du parti des idées de la communauté et de la camaraderie.[réf. souhaitée] »

## Deuxième congrès
Le deuxième congrès du PCU s'est tenu à Moscou en novembre 2016.

## Troisième congrès
Le troisième congrès du Parti communiste unifié s'est tenu le 9 février 2019 à Moscou, en raison de la décision prise par le sixième plénum du comité central du parti.
Les rapports du comité central et de la commission centrale de contrôle du PCU ont été présentés au congrès. Le Congrès a permis de discuter des amendements au programme, de la charte du PCU ainsi que de la situation dans le pays et du mouvement communiste mondial.

## Expansion
Le PCU se bat pour l'unité communiste. En 2018, la Russie ouvrière et le Nouveau mouvement communiste ont rejoint le PCU.

## Critiques
Sean Guillory, de Jacobin Magazine, a publié un article critique sur l'organisation. Guillory écrit « ce parti n'a de « communiste » que le nom » et l'a qualifié de « mixture de nostalgie soviétique ».